# 알레호 카르펜티에르
알레호 카르펜티에르(Alejo Carpentier, 1904년 12월 26일 - 1980년 4월 24일)는 쿠바의 소설가, 에세이스트, 음악학자로, 라틴아메리카의 붐 소설에 지대한 영향을 끼쳤다. 스위스의 로잔에서 태어나 쿠바의 아바나에서 자랐다. 유럽에서 태어났음에도 쿠바 작가로서의 정체성이 분명하였다. 카르펜티에르는 프랑스, 멕시코, 남아메리카 등지로 폭넓게 여행을 다녔으며, 다양한 라틴아메리카 국가의 문화예술 공동체와 교류하였다. 또한 라틴아메리카의 정치에 대해 깊은 관심을 가졌으며, 피델 카스트로의 공산 혁명 등 혁명운동에 공명하는 작가였다. 좌파적인 정치적 성향 때문에 투옥되거나 망명을 하기도 했다. 대표작으로는 《이 세상의 왕국》(El reino de este mundo), 《쿠바의 음악》(La música en Cuba) 등이 있다.

## 같이 보기
- 라틴아메리카 문학